# Copsychus
Copsychus is een geslacht van zangvogels uit de familie vliegenvangers (Muscicapidae). De vogels lijken op kleine lijsters.

## Kenmerken
Het mannetje heeft een glanzend blauwzwarte kop, nek, schouders, rug en borst. Het onderlichaam is helderwit. De bovenzijde van de staart is zwart met een witte rand. De schouderdekveren en de kleine en middelgrote vleugeldekveren zijn wit. De ogen zijn bruin, de poten zwart en de snavel grijszwart. Het vrouwtje is grijzer. De lichaamslengte bedraagt ongeveer 18 centimeter.

## Verspreiding en leefgebied
De meeste soorten uit dit geslacht komen voor in tropisch Azië van India tot op de Filipijnen. Eén soort echter, de madagaskardayallijster (Copsychus albospecularis) komt voor op het eiland Madagaskar.

## Voortplanting
Het vrouwtje legt vier tot vijf roodbruine of bruingevlekte eieren op een blauwgroene ondergrond. Beide seksen bebroeden de eieren ongeveer twee weken.

## Taxonomie
Uitgebreid DNA-onderzoek heeft aangetoond dat deze soort nauw verwant is aan de Aziatische (gewone) dayallijster (C. saularis). Samen met Filipijnse dayallijster (C. mindanensis) en de seychellenlijster (C. sechellarum) vormen zij een groep van nauw verwante soorten binnen dit geslacht.

## Soorten
Het geslacht kent de volgende soorten:
- Copsychus albiventris – Andamanenshamalijster
- Copsychus albospecularis – Madagaskardayallijster
- Copsychus barbouri – Maratuashamalijster
- Copsychus cebuensis – Cebu-shamalijster
- Copsychus fulicatus – Indisch paapje
- Copsychus leggei – Ceylonshamalijster
- Copsychus luzoniensis – Witbrauwshamalijster
- Copsychus malabaricus – Shamalijster
- Copsychus mindanensis – Filipijnse dayallijster
- Copsychus niger – Zwarte dayallijster
- Copsychus nigricauda – Kangeanshamalijster
- Copsychus omissus – Larwoshamalijster
- Copsychus pyrropygus – Vuurstaartshamalijster
- Copsychus saularis – Dayallijster
- Copsychus sechellarum – Seychellenlijster
- Copsychus stricklandii – Witkruinshamalijster
- Copsychus superciliaris – Visayashamalijster